# جان بابتيست ديل آمو
جان بابتيست ديل آمو (بالفرنسية: Jean-Baptiste Del Amo)‏ (25 نوفمبر 1981، تولوز في فرنسا)؛ كاتب وروائي فرنسي.

## الجوائز
- جائزة فينيون

## روابط خارجية
- جان بابتيست ديل آمو على موقع IMDb (الإنجليزية)